# Initiative populaire « pour l'imprescriptibilité des actes de pornographie enfantine »
L'initiative populaire fédérale « pour l'imprescriptibilité des actes de pornographie enfantine » est une initiative populaire suisse, approuvée par le peuple et les cantons le 30 novembre 2008.

## Contenu
Cette initiative vise à modifier l'article 123 de la Constitution fédérale en y ajoutant un nouveau paragraphe précisant que les actes d'ordre sexuel ou pornographiques sur des enfants sont imprescriptibles. Le texte complet de l'initiative peut être consulté sur le site de la Chancellerie fédérale.

## Déroulement

### Contexte historique
Le comité « Marche Blanche » suisse a été fondé en 2001 par un groupe de parents sur le modèle de son homonyme belge et combat « le trafic d'enfants et la pornographie enfantine ». Outre le dépôt de l'initiative fédérale, elle revendique également la création d'un office fédéral de la famille, demande une interdiction de travailler avec des enfants pour les personnes condamnées pour pédophilie et réclame la création d'une force de police chargée de la lutte contre la pédocriminalité.

### Récolte des signatures et dépôt de l'initiative

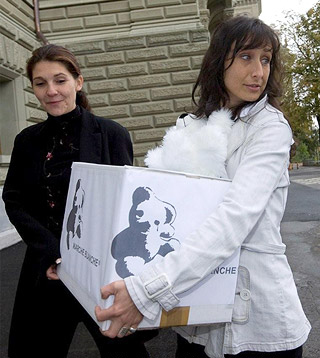
Dépôt de l'initiative par les membres du comité.

La récolte des 100 000 signatures nécessaires par le comité « Marche Blanche » s'est déroulée entre le 31 août 2004 et le 1er mars 2006. Le même jour, elle a été déposée à la chancellerie fédérale qui l'a déclarée valide le 23 mars 2006.

### Discussions et recommandations des autorités
Le parlement et par le Conseil fédéral ont recommandé le rejet de cette initiative. Le Conseil fédéral a toutefois proposé un contre-projet indirect sous la forme d'une modification du code pénal suisse, jugeant la formulation l'initiative imprécise (les expressions d'« enfants impubères » et d'« actes punissables d’ordre pornographique sur des enfants » ne sont pas clairement définies).
Les recommandations de vote des partis politiques sont les suivantes : 
| Parti politique              | Recommandation |
| ---------------------------- | -------------- |
| Parti bourgeois-démocratique | non            |
| Parti chrétien-social        | oui            |
| Parti démocrate-chrétien     | non            |
| Parti évangélique            | non            |
| Parti libéral                | non            |
| Parti radical-démocratique   | non            |
| Parti socialiste             | non            |
| Vert'libéraux                | non            |
| Union démocratique du centre | oui            |
| Union démocratique fédérale  | oui            |
| Les Verts                    | non            |

### Votation
Soumise à la votation le 30 novembre 2008, l'initiative est acceptée par 16 4/2 cantons et par 51,9 % des suffrages exprimés. Le tableau ci-dessous détaille les résultats par cantons :

## Effets
Le contre-projet indirect, proposé par le Conseil fédéral, a été approuvé par les deux chambres du parlement le 13 juin 2008. Ce projet modifie le code pénal en faisant partir le délai de prescription pour les infractions graves contre l’intégrité physique et sexuelle des enfants de moins de 16 ans le jour de la majorité de la victime et non plus dès l'infraction. Cette mesure avait été jugée insuffisante par le comité d'initiative.
À la suite de l'acceptation par le peuple de l'initiative, la ministre du département fédéral de justice et police Eveline Widmer-Schlumpf a chargé, en décembre 2008, l'Office fédéral de la justice d'émettre des propositions clarifiant les termes de l'initiative pouvant poser un problème d'interprétation.